# Giovanni Marinoni (Maler)
Giovanni Marinoni (* um 1455 in Desenzano sul Serio; † vor dem 6. April 1512) war ein italienischer Maler der Renaissance und Begründer einer Malerfamilie in der Lombardei.

## Leben
Wahrscheinlich erhielt Marinoni seine Ausbildung in der Werkstatt des lokalen Meisters Maffiolo da Cazzano. Stilistisch wurde er durch die lombardische Schule von Vincenzo Foppa und Bernardino Butinone geprägt. Wahrscheinlich ist ein Kontakt zum bergamaskischen Miniaturisten Jacopo da Balsano.
Giovanni Marinoni begründete mit seinen Söhnen Antonio und Bernardo Marinoni eine der aktivsten Künstlerwerkstätten im Raum Bergamo im ersten Viertel des 16. Jahrhunderts. Ein weiterer Sohn, Pietro, ist 1512 und 1548 bezeugt. Ambrogio Marinoni, Sohn des Antonio, ist 1548 und 1549 dokumentiert und war 1551 bereits verstorben.

## Werke
- Fondazione Bagatti Valsecchi (Mailand): Johannes der Täufer, Polyptychon (1493)
- Chiesa S. Bartolomeo (Albino): Szenen aus dem Leben des heiligen Bartholomäus, Fresko (1492)
- Chiesa Santa Maria della Neve (Albino): Fresko (1496)
- Chiesa Madre Nembro: Fresko “Schmerzensmutter”
- Santuario della Trinità (Casnigo): Fresko (1511) und ein Tafelbild
- Chiesa S. Alessandro in Colonna (Bergamo) Tafelbild
- Chiesa Santa Maria delle Lacrime (Ponte Nossa): Tafelbild